# Schwarzadler

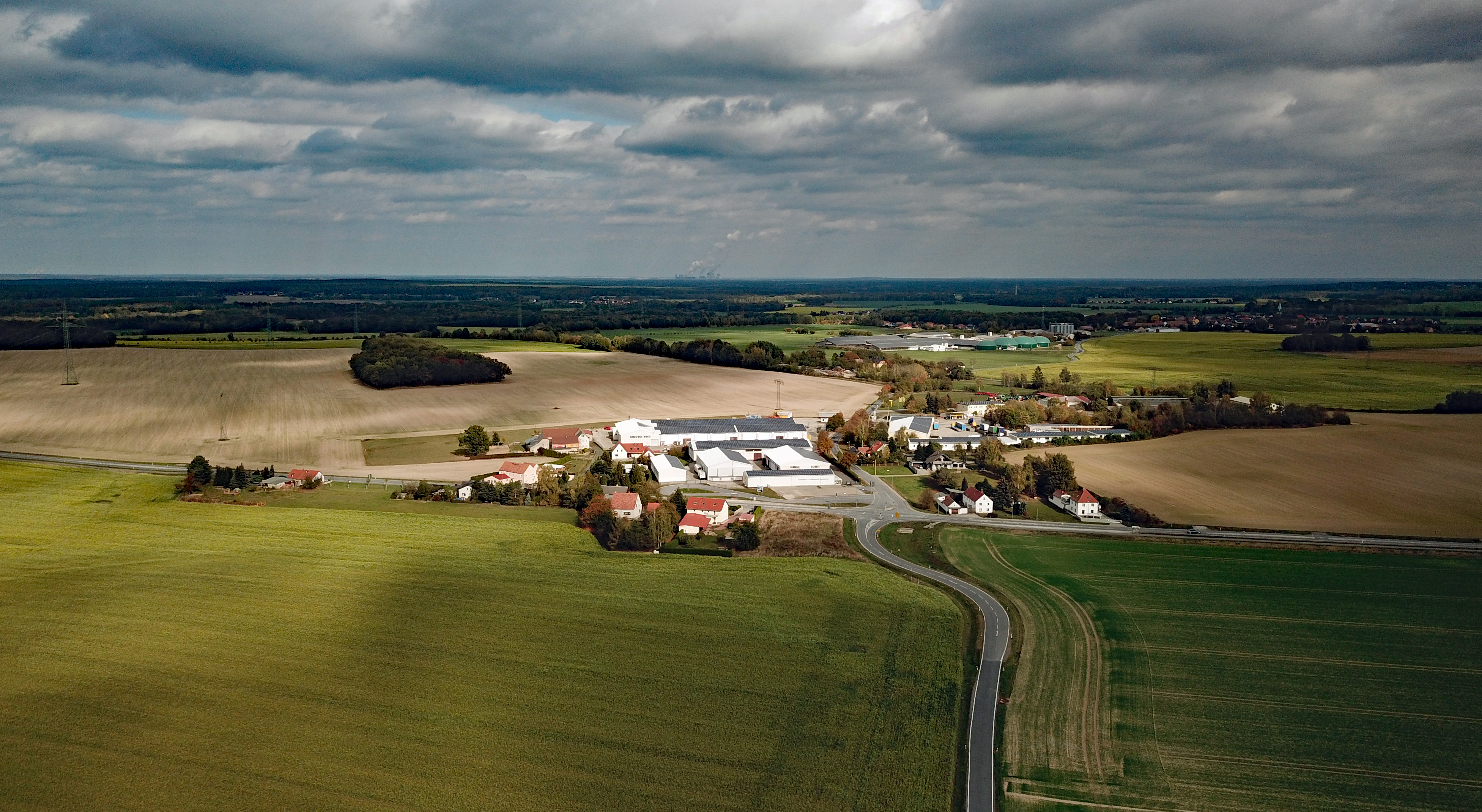
Luftbild

Schwarzadler, obersorbisch Čorny Hodlerⓘ, ist ein Dorf im Nordosten des sächsischen Landkreises Bautzen. Es zählt zur Oberlausitz und  gehört  zur Gemeinde Radibor.
Der Ort entstand rund um einen Gasthof an der Landstraße Bautzen–Hoyerswerda (heute B 96) und zählt zum überwiegend katholischen Teil des sorbischen Siedlungsgebietes.
Das Wohnhaus Schwarzadler Nr. 9 aus der ersten Hälfte des 19. Jahrhunderts ist als Kulturdenkmal anerkannt.